# Luis Antonio Ludueña
Luis Antonio Ludueña (Córdoba, 21 de febrero de 1954-Córdoba; 9 de marzo de 2023)fue un futbolista argentino, que jugaba en la posición de mediocampista.

## Trayectoria
Se inició en la práctica formal de fútbol en el club San Lorenzo de Córdoba. Anteriormente ya había jugado en los equipos del barrio, en los clubes Balcarce y Chacabuco; hasta que a mediados de 1973 lo adquiere Talleres en una cifra récord de 15 millones de pesos. Angel Amadeo Labruna lo llevó a primera división, y en 1975 Adolfo Pedernera lo confirma como titular en el primer equipo. Se destacó en el plantel albiazul en 1976, jugando el Nacional de ese año (donde es recordado por haber convertido el gol del triunfo ante Argentinos Juniors en el debut de Diego Armando Maradona) y realizando un gira en África. Jugó en Talleres 10 años, completando un total de 340 partidos con 113 goles.
Fue convocado por el entonces director técnico Cesar Luis Menotti para integrar la Selección Argentina del interior en un partido frente al Palmeiras. En 1978, es nuevamente llamado a jugar el mundial, con la selección que sería posteriormente campeona del mundo. Finalmente no pudo integrar el plantel, ya que el día anterior a la concentración con el seleccionado en Mar del Plata, se cortó un tendón del pie que lo marginó del certamen internacional. Sin embargo, cuando finalizaba el año 1979, es convocado nuevamente por Menotti para disputar el certamen preolímpico de Colombia donde fue campeón, junto a otros 6 jugadores de Talleres: Quiroga, Ocaño, Binello, Astudillo, Bocanelli y Hoyos. En 1981, Talleres recibe una oferta del Málaga de España por el "Hacha", a donde el jugador no quiso ir por una diferencia económica en su pase.
Trabajó en el club que lo vio nacer, San Lorenzo de Córdoba. Fue el padre de dos conocidos jugadores, Daniel (apodado "El Hachita) y Gonzalo.

## Clubes
| Club             | País      | Año       |
| ---------------- | --------- | --------- |
| San Lorenzo (C)  | Argentina | 1972-1973 |
| Talleres         | Argentina | 1974-1982 |
| Estudiantes (RC) | Argentina | 1983      |
| Instituto        | Argentina | 1984      |

Fuente

## Palmarés
| Título         | Club     | País      | Año  |
| -------------- | -------- | --------- | ---- |
| Zonal          | Talleres | Argentina | 1974 |
| Oficial        | Talleres | Argentina | 1974 |
| Apertura       | Talleres | Argentina | 1975 |
| Clausura       | Talleres | Argentina | 1975 |
| Oficial        | Talleres | Argentina | 1975 |
| Apertura       | Talleres | Argentina | 1976 |
| Clausura       | Talleres | Argentina | 1976 |
| Oficial        | Talleres | Argentina | 1976 |
| Apertura       | Talleres | Argentina | 1977 |
| Clausura       | Talleres | Argentina | 1977 |
| Oficial        | Talleres | Argentina | 1977 |
| Copa Hermandad | Talleres | Argentina | 1977 |
| Clausura       | Talleres | Argentina | 1978 |
| Oficial        | Talleres | Argentina | 1978 |
| Apertura       | Talleres | Argentina | 1979 |
| Oficial        | Talleres | Argentina | 1979 |